# Callosobruchus analis
Callosobruchus analis là một loài bọ cánh cứng trong họ Bruchidae. Loài này được Fabricius miêu tả khoa học năm 1781.